# ハード・キル
『ハード・キル』（Hard Kill）は、2020年のアメリカ合衆国のアクションスリラー映画。監督はマット・エスカンダリ、出演はジェシー・メトカーフ、ブルース・ウィリス、ナタリー・エヴァ・マリーなど。
日本では劇場公開されずビデオスルーされた。

## ストーリー
民間の傭兵チームのリーダーであるデレク・ミラーは、兵士時代の過去のトラウマに苦しんでいた。ある日、彼のもとにシステム開発会社のCEOデイトン・チャルマーズからの仕事が舞い込む。それはチャルマーズの会社が開発した強大な力を持つ量子AIシステム「プロジェクト725」が凶悪なテロリスト「パードナー（免罪符売りの意）」の手に渡ったため、その自動運転制御の解除コードを知るチャルマーズを護衛せよというものだった。パードナーに過去の恨みを持つデレクは自身のチームと共にこの依頼を受けるが、実は依頼内容は嘘で本当はチャルマーズの娘エヴァをパードナーから取り戻すことが真の目的だとデレクのチームは知る。こうしてデレクとそのチームはパードナー率いる武装集団との命がけの戦いに身を投じることになるのだった。

## キャスト
※括弧内は日本語吹替
- デレク・ミラー: ジェシー・メトカーフ[6]（三上哲） - 傭兵チームのリーダー。
- デイトン・チャルマーズ: ブルース・ウィリス[7]（内田直哉） - システム開発会社CEO。元軍人。
- エヴァ・チャルマーズ: ララ・ケント[8] - デイトンの娘。MIT卒。
- サーシャ・ジンデル: ナタリー・エヴァ・マリー（英語版）[9]（水瀬郁） - デレクの部下。
- ニック・フォックス: テキサス・バトル（佐々木祐介） - デイトンの部下。元軍人。デレクの旧友。
- パードナー: セルジョ・リッツート（上住谷崇） - テログループのリーダー。
- ダッシュ・ホーキンス: スウェン・テメル（須尭祐） - デレクの部下。
- ハリソン・ジンデル: ジョン・ガラニス - デレクの部下。サーシャの兄。
- コルトン副官: タイラー・ジョン・オルソン - パードナーの部下。

## 製作
主要撮影は2020年1月にオハイオ州シンシナティで開始された。

## 公開
アメリカ合衆国では2020年8月21日に劇場公開とビデオ・オン・デマンドが同時に開始された。